# CCDC85C
CCDC85C (англ. Coiled-coil domain containing 85C) – білок, який кодується однойменним геном, розташованим у людей на 14-й хромосомі. Довжина поліпептидного ланцюга білка становить 419 амінокислот, а молекулярна маса — 45 210.
| 10         |  | 20         |  | 30         |  | 40         |  | 50         |
| ---------- |  | ---------- |  | ---------- |  | ---------- |  | ---------- |
| MAKPAATAAA |  | ASEELSQVPD |  | EELLRWSKEE |  | LARRLRRAEG |  | EKVGLMLEHG |
| GLMRDVNRRL |  | QQHLLEIRGL |  | KDVNQRLQDD |  | NQELRELCCF |  | LDDDRQKGRK |
| LAREWQRFGR |  | HAAGAVWHEV |  | ARSQQKLREL |  | EARQEALLRE |  | NLELKELVLL |
| LDEERAALAA |  | TGAASGGGGG |  | GGGAGSRSSI |  | DSQASLSGPL |  | SGGAPGAGAR |
| DVGDGSSTSS |  | AGSGGSPDHH |  | HHVPPPLLPP |  | GPHKAPDGKA |  | GATRRSLDDL |
| SAPPHHRSIP |  | NGLHDPSSTY |  | IRQLESKVRL |  | LEGDKLLAQQ |  | AGSGEFRTLR |
| KGFSPYHSES |  | QLASLPPSYQ |  | DSLQNGPACP |  | APELPSPPSA |  | GYSPAGQKPE |
| AVVHAMKVLE |  | VHENLDRQLQ |  | DSCEEDLSEK |  | EKAIVREMCN |  | VVWRKLGDAA |
| SSKPSIRQHL |  | SGNQFKGPL  |  |            |  |            |  |            |

A: Аланін

C: Цистеїн

D: Аспарагінова кислота

E: Глутамінова кислота

F: Фенілаланін

G: Гліцин

H: Гістидин

I: Ізолейцин

K: Лізин

L: Лейцин

M: Метіонін

N: Аспарагін

P: Пролін

Q: Глутамін

R: Аргінін

S: Серин

T: Треонін

V: Валін

W: Триптофан

Кодований геном білок за функціями належить до білків розвитку, фосфопротеїнів. 
Задіяний у такому біологічному процесі, як ацетилювання. 
Локалізований у клітинних контактах, щільних контактах.